# Imperial Dreams
Imperial Dreams ist ein US-amerikanisches Filmdrama von Malik Vitthal aus dem Jahr 2014. Der Film hatte am 20. Januar 2014 beim Sundance Film Festival Premiere und erschien am 3. Februar 2017 weltweit auf Netflix. Die Hauptrolle spielt John Boyega.

## Handlung
Der junge Erwachsene Bambi wird aus dem Gefängnis entlassen. Als ehemaliges Mitglied einer Straßengang ist er bereit, diese schwere Vergangenheit endgültig hinter sich zu lassen, um für seinen Sohn da zu sein. Seine Rückkehr in sein Watts-Viertel in Los Angeles ist eine echte Prüfung für Bambi, der immer noch von seinen alten Dämonen heimgesucht wird.

## Synchronisation
Die deutschsprachige Synchronisation entstand 2016 bei der VSI Synchron in Berlin. Das Dialogbuch schrieb Wanja Gerick, die auch die Dialogregie führte.
| Rolle               | Schauspieler          | Synchronsprecher  |
| ------------------- | --------------------- | ----------------- |
| Bambi               | John Boyega           | Stefan Günther    |
| Wayne               | Rotimi Akinosho       | Patrick Roche     |
| Samaara             | Keke Palmer           | Rubina Nath       |
| Onkel Shrimp        | Glenn Plummer         | Torsten Michaelis |
| Gideon              | De’Aundre Bonds       | Julien Haggège    |
| Cornell             | Jernard Burks         | Lutz Schnell      |
| Janine              | Nora Zehetner         | Sonja Spuhl       |
| Miss Price          | Anika Noni Rose       | Ranja Bonalana    |
| Detective Hernandez | Maximiliano Hernández | Jaron Löwenberg   |